# Ruiru
Ruiru es una localidad de Kenia, con estatus de municipio, perteneciente al condado de Kiambu.
Situada a tres kilómetros del límite con el condado de Nairobi, Ruiru es ciudad dormitorio de la capital, a la cual está unida por tren y carretera. Ocupa un área de 292 km², y está rodeada de plantaciones de café.
Según el censo del 2019 tiene aproximadamente 490,120 habitantes, lo que la convierte en la sexta localidad más poblada del país. En 1999, Ruiru tenía una población de unos cien mil habitantes, pero ha experimentado un rápido crecimiento como respuesta a la escasez de vivienda en Nairobi. La localidad ha tenido problemas con la afluencia de personas y es además un importante centro industrial.

## Demografía
El crecimiento demográfico se ha visto impulsado principalmente por la falta de viviendas en la capital Nairobi. En los últimos tres censos (1999,2009 y 2019) se ha observado un aumento de más de un 100% entre cada década, llegando actualmente a un total aproximado de 490120 habitantes (previamente 238,329 en el 2009)

## Transporte
Es el lugar de entrada a Nairobi por la carretera A2, que hacia el norte lleva a Thika, Nanyuki, Isiolo, Marsabit y termina en la frontera etíope de Moyale. La entrada a Nairobi por la A2 se hace a través del campus de la Universidad Kenyatta, pero hay una ruta alternativa llamada Eastern Bypass que permite entrar en Nairobi a través del Aeropuerto Internacional Jomo Kenyatta, conectando con la A104 o carretera de Tanzania. Al oeste de Ruiru sale la C63, que lleva a Kiambu.